# BelAZ-7560
Der BelAZ-7560 (russisch БелАЗ-7560) ist ein Großmuldenkipper des belarussischen Herstellers BelAZ, der seit 2005 vermarktet wird und mit Motoren zweier unterschiedlicher Hersteller angeboten wird.

## Technik
Der Muldenkipper hat einen dieselelektrischen Allradantrieb (4×4) und erreicht maximal 64 km/h. Der QSK78-C-Dieselmotor von Cummins hat 2610 kW (3500 hp) bei 1900/min, der wahlweise angebotene  MTU 20V4000 2800 kW (3750 hp) bei 1800/min. Die elektrischen Fahrmotoren sitzen an den Achsen und wirken über Planetengetriebe auf die Räder. Der Wenderadius misst 17,5 m und die Federung arbeitet hydropneumatisch, an beiden Achsen gibt es Stabilisatoren. Die Bremse wirkt hydraulisch auf Bremsscheiben an den Motorwellen, außerdem kann mit den Fahrmotoren elektrisch mit einer Leistung von bis zu 4700 kW gebremst werden. Der Muldenkipper ist 15,5 m lang, 9,45 m breit und 7,47 m hoch; Der Radstand beträgt 6,8 m. Das gemäß den Sicherheitsbestimmungen gegen herabfallende Gegenstände (Falling Object Protection Structure) und Überschlag (Rolling Over Protection Structure) gesicherte Fahrerhaus über dem linken Vorderrad ist über eine Leiter und eine Treppe vorne am Fahrzeug erreichbar. Die Kippmulde fasst 162,8 m³ (gehäuft bis zu 218,1 m³) und kann mit zwei Hydraulikzylindern aus der Waagerechten in die Kippstellung gebracht werden.

## Versionen
- BelAZ-75600: Nutzlast 320 Tonnen, Motor: Cummins Engine QSK-78C[2]
- BelAZ-75601: Nutzlast 400 Tonnen, Motor: MTU 20V4000[2]
- BelAZ-75602: Nutzlast 360 Tonnen, Motor: MTU 20V4000 mit einer Leistung von 2800 kW[3]
- BelAZ-75603: Nutzlast 360 Tonnen, Motor: Cummins Engine QSK-78C mit einer Leistung von 2610 kW[3]
- BelAZ-75604: Nutzlast 360 Tonnen, Motor: MTU 20V4000 mit einer Leistung von 2800 kW[3]
- BelAZ-75605: Nutzlast 360 Tonnen, Motor: MTU QSK-78C mit folgenden Motorleistungen 2461 kW und 2610 kW[3]